# Меланосома

Схема, показывающая цитоплазму, вместе с её компонентами (или органеллами), в типичной животной клетке. Органеллы:
(1) Ядрышко
(2) Ядро
(3) рибосома (маленькие точки)
(4) Везикула
(5) шероховатый эндоплазматический ретикулум (ER)
(6) Аппарат Гольджи
(7) Цитоскелет
(8) Гладкий эндоплазматический ретикулум
(9) Митохондрия
(10) Вакуоль
(11) Цитоплазма
(12) Лизосома
(13) Центриоль и Клеточный центр

Меланосома — органелла, содержащаяся в клетках царства животных, имеющая в составе меланин и другие светопоглощающие пигменты.
Клетки, содержащие меланосомы, называются меланоцитами.

## Строение
Меланосомы строят липидную мембрану в основном в виде колбасоподобных или сигарообразных форм. Форма зависит от вида, а также от типа меланоцита.

## Синтез меланина
Синтез меланинов представляет собой сложный многоступенчатый процесс, который происходит в меланоцитах, клетках базального слоя эпидермиса. Пигменты накапливаются в особых органеллах — меланосомах. По дендритным отросткам меланоцитов меланосомы постепенно мигрируют в соседние кератиноциты и, таким образом, распределяются в эпидермисе, определяя цвет кожи. В ходе естественной десквамации пигментсодержащие клетки поверхностного рогового слоя постепенно удаляются. Полный жизненный цикл пигментсодержащей клетки составляет примерно 28 дней.
Аминокислота тирозин является исходным пунктом биосинтеза меланина. Тирозин преобразуется в эумеланины и феомеланины при участии ферментов:
- тирозиназы — её активность определяет количество синтезированного пигмента;
- TRP1 (Tyrosine Related Protein 1) и TRP2 (Tyrosine Related Protein 2), которые участвуют в образовании эумеланинов и влияют, таким образом, на интенсивность окраски кожи.

Расовые различия в цвете кожи связаны не с количеством активных меланоцитов, а с характером преобладающего пигмента, его количеством и уровнем накопления максимального количества меланосом:
поверхностные слои эпидермиса — у представителей африканской расы,
средние слои эпидермиса — у европеоидной расы,
промежуточное положение — у монголоидной расы.

## Царство животных
У многих видов рыб, амфибий, ракообразных и рептилий меланосомы могут быть весьма мобильными внутри клеток и могут перемещаться в ответ на гормональную (иногда нейронную) регуляцию, эти перемещения могут приводить к изменению окраски (см. хамелеоны). У некоторых видов рыб меланосомы отвечают за окраску кожи (см. камбалообразные). В перемещении меланосом задействованы цитоскелет и моторные белки, при участии которых меланосомы могут перемещаться к центру клетки либо к её периферии.